# Gianantonio Da Re
Gianantonio Da Re (nascido em 6 de setembro de 1953 em Cappella Maggiore ) é um político italiano eleito membro do Parlamento Europeu em 2019.